# Grois László
Grois László (Kolozsvár, 1890. szeptember 23. – 1971) jogász, szerkesztő, a kolozsvári Ellenzék felelős szerkesztője és igazgatója.

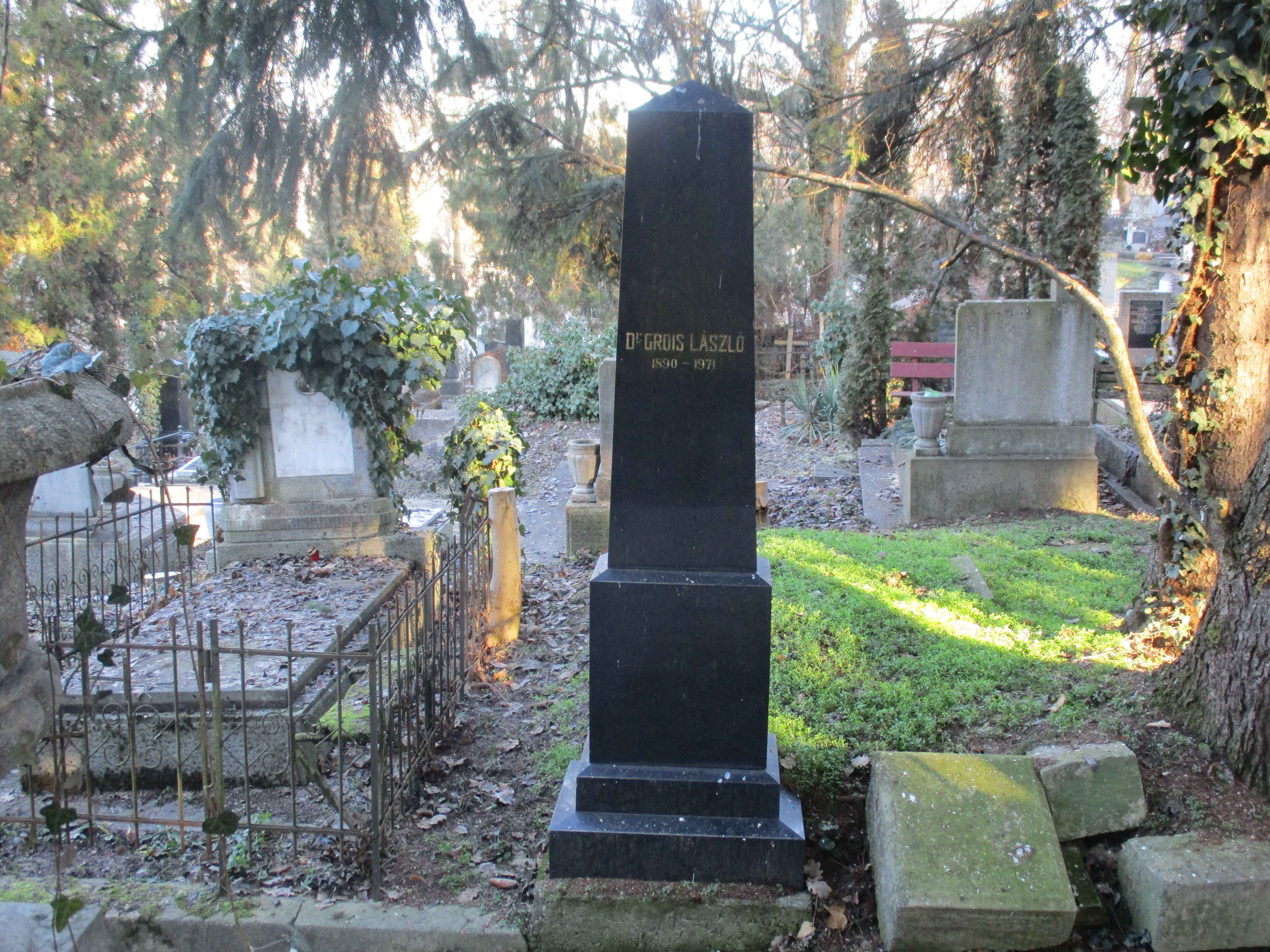
Sírja a Házsongárdi temető lutheránus részében

## Életpályája
1909 és 1913 között a kolozsvári egyetemen jogot hallgatott, és azt elvégezvén megszerezte a doktori címet. 1918-19-ben egy félévet az orvosi karon is tanult. Az impériumváltásig a kolozsvári törvényszéken dolgozott, majd ezt követően lett a kolozsvári Ellenzék nevű politikai-társadalmi napilap szerkesztõje, majd felelős szerkesztője 1920 és 1925 között, valamint 1937 és 1941 között. Egy időben a lapkiadó igazgatója is volt. Tagja volt a kolozsvári Nemzeti Kaszinónak, valamint az Erdélyi Szépmíves Céhnek is.
Politikai szerepvállalása is volt. 1921-ben tagja lett a január 9-én Kolozsváron megalakult „Magyarszövetség" 21 tagú ideiglenes központi bizottságának. Az 1938-ban alakult Romániai Magyar Népközösségben Bánffy Miklós kérésére a központi iroda vezetésére kérték fel. Ebben az időben  Végh József helyettesítette az Ellenzéknél.
Grois László „hűvös  és szenvtelen, ravasz és befolyásos francia ivadék, Bánffy  leghűbb embere”. (Mikó Imre)
A háború után előbb Budapesten dolgozott az ítélőtáblánál, majd Szolnokon városi ügyész volt.
Sírja a kolozsvári Házsongárdi temetőben van.